# Wei Tingting

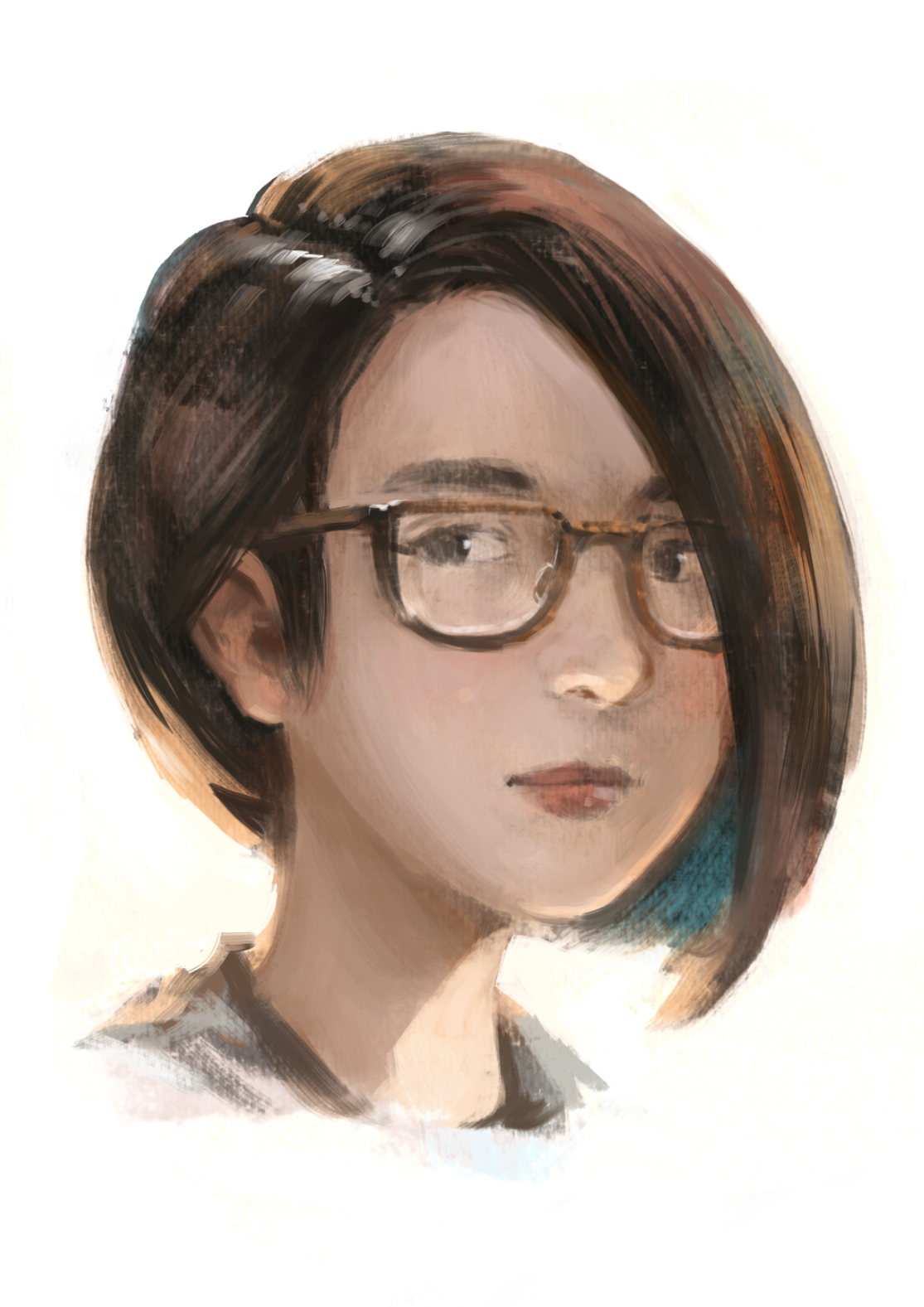
Wei Tingting, digital erstelltes Gemälde (2022)

Wei Tingting (Chinesisch: 韦婷婷) ist eine chinesische Feministin und Homosexualitäts- und Frauenrechtsaktivistin.

## Leben und Karriere
Wei wuchs in einer ländlichen Region im Süden Chinas auf und besuchte die Universität von Wuhan. Bereits in ihrem zweiten Studienjahr war sie Teil der Vaginamonologe. Später wurde sie Projektmanagerin Gender-Gesundheits-Bildungs-Institut von Beijing, wo sie jährliche AIDS-Walks auf der chinesischen Mauer organisierte. Sie nahm an mehreren Frauenrechtskonferenzen in Indien und Südkorea teil und sammelte dabei beständig Material für eine Dokumentation über Bisexualität in China. Sie war auch Leiterin des Ji'ande, einer Organisation, die sich für LGBTIQ-Rechte einsetzt.

## Aktivismus
2012 waren Wei Tingting und Li Tingting Teil einer Protestaktion anlässlich des Valentinstages gegen häusliche Gewalt in Beijing.
2015 wurde sie gemeinsam mit vier anderen Aktivistinnen (Zheng Churan, Wang Man, Wu Rongrong und Li Tingting, gemeinsam bekannt als die „Fünferbande“) kurz vor dem Internationalen Frauentag, für den sie eine Kampagne gegen sexuelle Belästigung im öffentlichen Nahverkehr geplant hatten, von der Regierung festgenommen. Alle fünf Frauen wurden einige Tage später wieder freigelassen.
Vom Bustle, einem Online-Magazin, wurden die chinesischen fünf Feministinnen in die Liste von „14 Frauenrechtsaktivist*innen aus aller Welt, die dich inspirieren werden“ aufgenommen.